# Gelbfiebermücke
Die Gelbfiebermücke, Denguemücke oder Ägyptische Tigermücke (Aedes aegypti, Synonym seit 2004 Stegomyia aegypti) ist eine Stechmückenart der Tropen und Subtropen. Sie ist der hauptsächliche Überträger von Gelbfieber, Denguefieber, Zikafieber und einigen anderen Viruserkrankungen.

## Beschreibung und Lebensweise

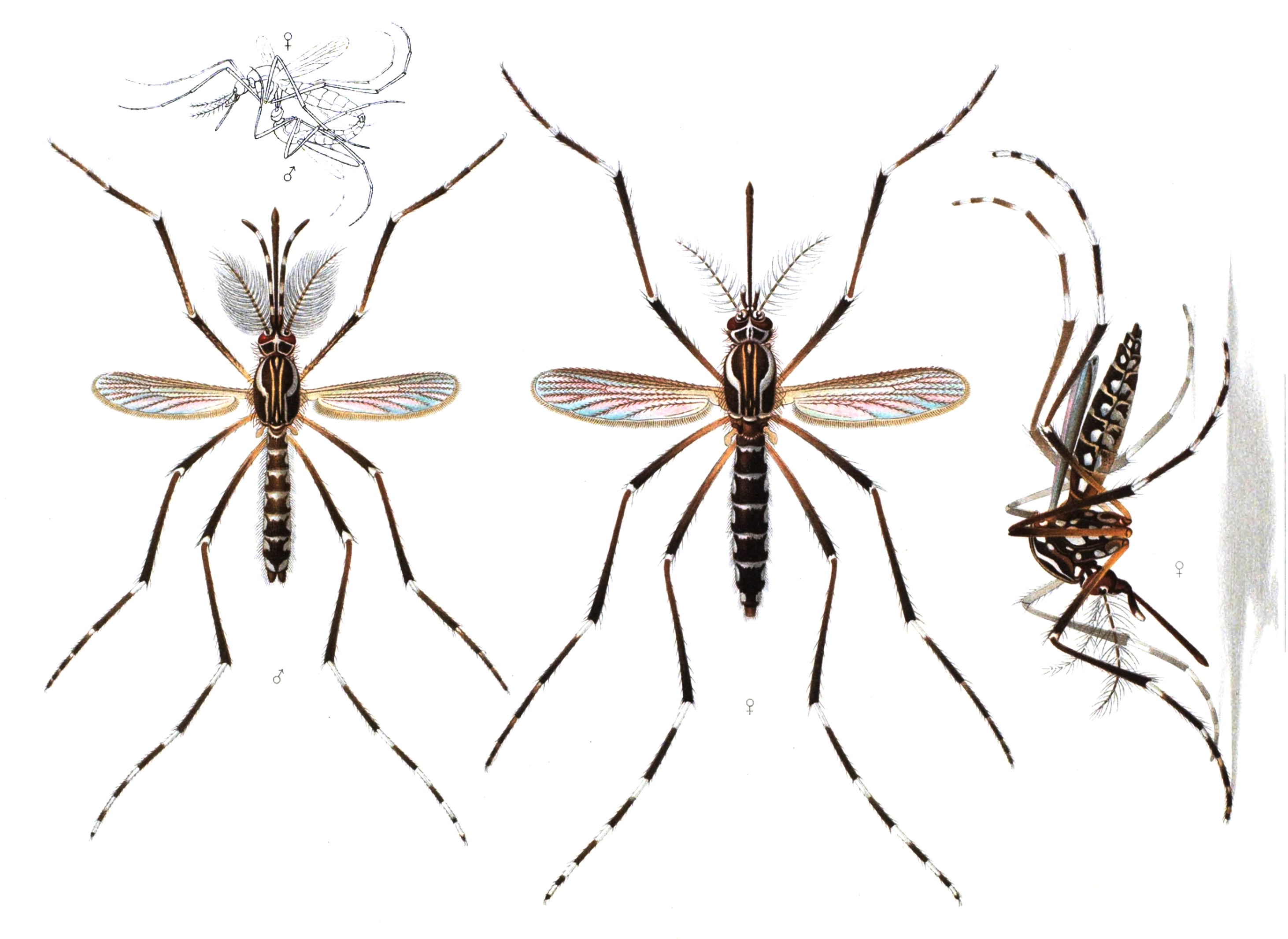
Männliche Gelbfiebermücke links, rechts davon Weibchen.

Die Gelbfiebermücke ist eine kleine (3–4 mm), dunkel gefärbte Stechmücke mit weißen Streifen auf den Beinen und einer weißen Zeichnung auf dem Halsschild (Scutum), die an eine Leier erinnert. Der Stechrüssel ist schwarz.
Weibchen und Männchen sind gleich gezeichnet, meistens sind die weiblichen Tiere etwas größer. Außerdem sind (typisch für Stechmücken) die Fühler der Männchen buschiger. Als Mitglieder der Unterfamilie der Culicinae sind dazu die Palpen der Männchen länger als der Stechrüssel, während sie bei den Weibchen deutlich kürzer sind.
Nur die weiblichen Stechmücken saugen nach einer Befruchtung Blut, um ihren Eiweißbedarf für die Produktion der Nachkommenschaft zu decken. Die männlichen Mücken ernähren sich überwiegend von Nektar und anderen süßen Pflanzensäften. Auch die Weibchen können daraus ihren Energiebedarf decken.
Gelbfiebermücken sind hervorragend an das Überleben in menschlicher Umgebung angepasst. Bevorzugter Wirt ist der Mensch, bei Gelegenheit werden aber auch andere verfügbare Wirbeltiere gestochen. Sie stechen zu jeder Tageszeit, mit deutlicher Bevorzugung jedoch in der Dämmerung.

## Lebenszyklus

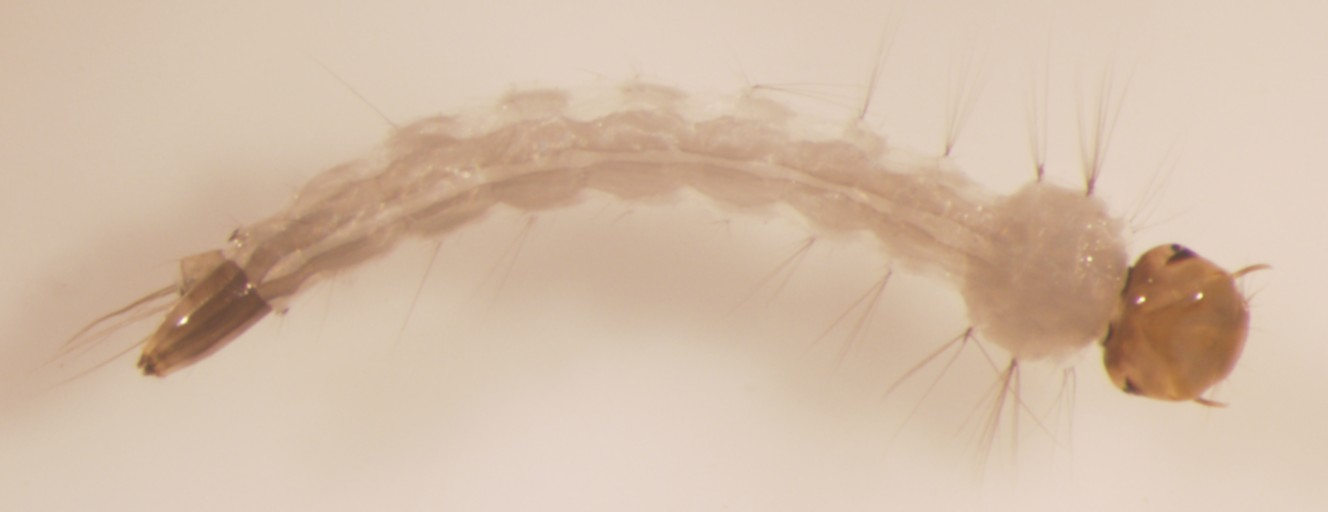
Larve der Gelbfiebermücke

Zur Eiablage genügen der Gelbfiebermücke kleinste Mengen stehenden Wassers, wie sie sich in Behältern, Flaschen oder gelagerten Autoreifen ansammeln. Dabei lässt sie sich von Signalstoffen (als Kairomone bezeichnet) wie Nonan- und Tetradecansäure, 2-Nonanol und deren Methylestern, die von im Wasser lebenden Mikroben produziert werden, anlocken.
Die Larve entwickelt sich im Wasser, wo sie sich viermal häutet und schließlich verpuppt. Die Puppe ist ebenfalls aquatisch, beweglich und braucht etwa zwei Tage für ihre Entwicklung. Der gesamte Lebenszyklus dauert unter optimalen Bedingungen zehn Tage, kann aber bei kaltem Wetter auf mehrere Monate ausgedehnt werden.

## Vektorstatus

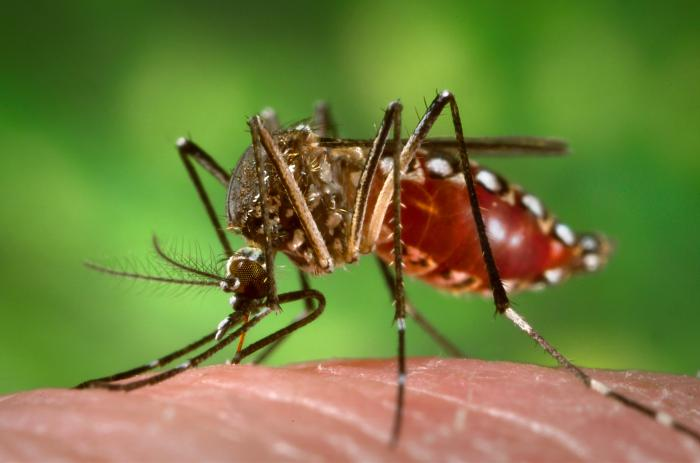
Weibliche Gelbfiebermücke bei der Blutmahlzeit

Gelbfiebermücken gelten neben anderen Stechmückenarten wie Diceromyia furcifer, Aedes (Stegomyia) albopictus und Aedes (Stegomyia) bromeliae als die hauptsächlichen Vektoren des Gelbfiebervirus im urbanen Zyklus sowie der viralen Erreger des Dengue-Fiebers, des Chikungunya-Fiebers, des Rifttalfiebers, des Zika-Fiebers und anderer tropischer Viruserkrankungen. Als Überträger der Japanischen Enzephalitis kommt die Gelbfiebermücke vermutlich nicht in Frage. Nach Forschungen der Universität Montpellier und der Duke–NUS Medical School (Duke-National University) in Singapur, zeigen mit Dengue infizierte Gelbfiebermücken signifikante Verhaltensunterschiede zu nicht infizierten Mücken auf, welche die Wahrscheinlichkeit einer Krankheitsübertragung wesentlich erhöhen. Die infizierten Mücken flogen in den Versuchen den identifizierten Wirt wesentlich direkter an und zeigten auch ein anderes Stechverhalten. Die Blutmahlzeit wurde wesentlich schneller begonnen, aber nach kurzer Zeit unterbrochen, um den Wirt an anderer Stelle erneut zu stechen.

## Genom
Das Genom der Gelbfiebermücke Aedes aegypti wurde 2007 vollständig sequenziert und in der Zwischenzeit hat sich die bekannte Anzahl der Gene stabilisiert. Die Erbinformation befindet sich in drei Chromosomen. Das Genom besteht insgesamt aus 1.376.422.251 Basenpaaren und 16,047 Genen. Nahezu die Hälfte des Genoms befindet sich in DNA-Transposons.

## Verbreitung und Bekämpfung
Ursprünglich wahrscheinlich in Afrika beheimatet, wurde die Gelbfiebermücke durch den Menschen in andere Erdteile verschleppt. Inzwischen ist sie weltweit in den Subtropen und Tropen verbreitet.
Nach Ansicht einiger Wissenschaftler entstanden mit der Ausbreitung von Zuckerrohrplantagen „ideale Lebensbedingungen für die Gelbfiebermücke.“ Aktuelle Forschungen haben auch Funde in Südspanien, Griechenland, Türkei, Italien und in den Niederlanden bestätigt.
Traditionelle Methoden zur Bekämpfung der Gelbfiebermücken sind Versuche des Abtötens durch Ausräuchern in Wohngebieten sowie die breit angelegte Beobachtung und gegebenenfalls chemische Behandlung von potenziellen Brutplätzen in Wassertanks, -pfützen und anderen stehenden Wasseransammlungen.
Das britische Unternehmen Oxitec führte im Herbst 2009 den ersten Freisetzungsversuch mit gentechnisch veränderten (transgenen) Gelbfiebermücken auf Grand Cayman durch. Die Strategie besteht in der Freisetzung von transgenen Männchen, deren Nachkommen bereits im Larven- oder Puppenstadium absterben, wodurch Populationen verkleinert werden können. Im Feldversuch verringerte sich die Population um 80 %. Luke Alphey, der wissenschaftliche Direktor des Unternehmens, hatte die transgenen Mücken in den 1990er Jahren an der Universität Oxford entwickelt. Die Gates-Stiftung kooperiert im Rahmen ihres Malariaprogramms mit Oxitec. Weitere Feldversuche wurden im Dezember 2010 in Malaysia und seit 2011 auch in Brasilien durchgeführt. Entgegen der ursprünglichen Erwartung, dass die Nachkommen der gentechnisch manipulierten Mücken nicht dauerhaft überlebensfähig sein würden, wurden in Brasilien allerdings noch Jahre später im Genom von vielen Mücken Spuren dieser gentechnischen Veränderungen gefunden. Medien zufolge waren die überlebenden Mücken nun noch widerstandsfähiger. Der Chef des deutschen Vereins Testbiotech habe zudem erklärt, die Versuche der Firma Oxitec hätten „zu einer weitgehend unkontrollierbaren Situation geführt“. In nachfolgenden Versuchen waren transgene Moskitos ausgesetzt worden, deren männliche Nachkommen – und nur diese – lebensfähig sein sollen.
In einem alternativen Ansatz erprobt parallel dazu ein Forschungsteam der Universität Cairns in Australien seit 2011 die massenhafte Aussetzung von Männchen, die mit dem auf die Weibchen übertragbaren Wolbachia-Bakterium infiziert sind, das die Fähigkeit zur eigenen Ansteckung mit dem Dengue-Virus und damit der Weitergabe auf den Menschen verhindert.

## Systematik und Taxonomie
Stegomyia war lange Zeit eine Untergattung der Gattung Aedes. Im Jahr 2004 wurde diese Untergattung zu einer Gattung erhoben. In vielen human- und veterinärmedizinischen Werken wurde aber noch immer der frühere Name Aedes aegypti verwendet, bis die Art im Juli 2015 wieder auf den Namen Aedes aegypti zurückgesetzt wurde. Stegomyia ist jetzt wieder eine Untergattung, und zwar für alle Aedes-Arten, die sich von 2004 bis 2015 in der Gattung Stegomyia befanden.